# Eduardo Pimentel
Eduardo Pimentel Murcia (Bogotá, Cundinamarca, Colombia, 18 de mayo de 1961) es un exfutbolista, director técnico y dirigente deportivo colombiano. En la actualidad Pimentel es el dueño del equipo de fútbol Boyacá Chicó de Colombia. Anteriormente, fue el propietario del Chicó de Guayana y el San Félix ambos clubes del ascenso venezolano. Y también llegó a poseer algún porcentaje del Sport Colombia de Paraguay.

## Jugador
También conocido como el "Bochica", fue un reconocido volante de marca en su país. Fue descubierto por Jaime Arroyave en el Gimnasio Moderno, quien lo llevó a las divisiones menores de Millonarios, donde debutó en el año 1982 y permaneció hasta 1983, luego fue prestado al América de Cali en 1984, donde consiguió el título de Liga de ese año, volvió a Millonarios, donde permaneció hasta 1989 y ganó las Ligas colombianas de 1987 y 1988, siendo referente y figura del club y símbolo del surgimiento de la rivalidad contra Atlético Nacional, con sus constantes enfrentamientos con Francisco Maturana y Leonel Álvarez y las agresiones recibidas por parte de la prensa de Medellín, que solo se refería a él como "el #4".
Entre los equipos en que jugó, se destacó en Millonarios donde disputó 235 partidos, Deportivo Independiente Medellín, Deportivo Pereira y América de Cali.

## Selección nacional
Hizo parte de la Selección Colombia, en amistosos durante 1988, hasta que se apartó por sus diferencias con el entonces entrenador Francisco Maturana. En esa época hubo una gran polémica, porque una parte de la afición y la crónica deportiva colombiana consideraba que debía tener un lugar en la Selección, pero las disputas entre Pimentel y Maturana, fueron demasiado fuertes.
Luego volvió a hacer parte del seleccionado de mayores en la Copa América 1991, al mando de Luis Augusto García, donde tuvo una buena actuación, haciendo pareja en la primera línea de volantes con Leonel Álvarez.

### Participaciones enCopas América
| Torneo            | Sede  | Resultado    | PJ | GA | Asis |
| ----------------- | ----- | ------------ | -- | -- | ---- |
| Copa América 1991 | Chile | Cuarto lugar | 5  | 0  | 0    |

## Dirigente y Técnico
Desde 1997, gestó la creación del Chicó Fútbol Club, equipo del que es máximo accionista y que hoy preside bajo el nombre de Boyacá Chicó.
Entre 2004 y 2005, Pimentel fue el entrenador del entonces Chicó Fútbol Club en la Categoría Primera A.
Fue sucesor de Mariano Díaz, en la presidencia del equipo, cargo que ocupó hasta 2008. Se quejó permanentemente por los irregulares manejos arbitrales y sanciones de la Dimayor que perjudicaban al club. Recibió aproximadamente diez sanciones,[cita requerida] de las cuales dos fueron con multas de 25.000 dólares (50 millones de pesos colombianos).[cita requerida] El club fue inhabilitado para estar presente en las reuniones de la DIMAYOR.
Actualmente es el máximo accionista del Boyacá Chicó y Chicó de Guayana de Venezuela, aunque en una entrevista radial también contó ser socio de un equipo argentino el cual no reveló su nombre. Hace parte también de la comisión técnica de la Federación Colombiana de Fútbol

## Clubes

### Como jugador
| Club                   | País                | Año                 | Partidos | Goles' |
| ---------------------- | ------------------- | ------------------- | -------- | ------ |
| Millonarios            | Colombia            | 1982-1983           | 51       | 4      |
| América de Cali        | Colombia            | 1984                | 40       | 3      |
| Millonarios            | Colombia            | 1985-1989           | 184      | 7      |
| América de Cali        | Colombia            | 1990-1992           | 86       | 0      |
| Deportivo Pereira      | Colombia            | 1992-1993           | 32       | 0      |
| Independiente Medellín | Colombia            | 1993-1994           | 22       | 0      |
| Deportivo Pereira      | Colombia            | 1995-1996           | 43       | 0      |
| Total en su carrera    | Total en su carrera | Total en su carrera | 475      | 32     |

### Estadísticas
| Club                   | Temporada         | Liga | Liga  | Copa Libertadores | Copa Libertadores | Total | Total |
| Club                   | Temporada         | PJ.  | Goles | PJ.               | Goles             | PJ.   | Goles |
| ---------------------- | ----------------- | ---- | ----- | ----------------- | ----------------- | ----- | ----- |
| Millonarios · Colombia | 1982-83 y 1985-89 | 235  | 10    | 16                | 1                 | 251   | 11    |

### Como entrenador
| Boyacá Chicó · Colombia | 2.ª                 | 2003                | 40  | 15 | 13 | 12 | -  | - | - | - | - | - | - | - | 40  | 15 | 13 | 12 | 48.33% |
| Boyacá Chicó · Colombia | 1.ª                 | 2004                | 42  | 13 | 13 | 16 | -  | - | - | - | - | - | - | - | 42  | 13 | 13 | 16 | 41.27% |
| Boyacá Chicó · Colombia | 1.ª                 | 2005                | 12  | 2  | 3  | 7  | -  | - | - | - | - | - | - | - | 12  | 2  | 3  | 7  | 25%    |
| Boyacá Chicó · Colombia | 1.ª                 | 2014                | 36  | 12 | 11 | 13 | 12 | 5 | 5 | 2 | - | - | - | - | 48  | 17 | 16 | 15 | 46.53% |
| Boyacá Chicó · Colombia | 1.ª                 | 2015                | 21  | 4  | 5  | 12 | 2  | 0 | 0 | 2 | - | - | - | - | 23  | 4  | 5  | 14 | 24.64% |
| Boyacá Chicó · Colombia | Total               | Total               | 151 | 46 | 45 | 60 | 14 | 5 | 5 | 4 | 0 | 0 | 0 | 0 | 165 | 51 | 50 | 64 | 41.01% |
| Total en su carrera     | Total en su carrera | Total en su carrera | 151 | 46 | 45 | 60 | 14 | 5 | 5 | 4 | 0 | 0 | 0 | 0 | 165 | 51 | 50 | 64 | 31.11% |
| 1. 2.                   |                     |                     |     |    |    |    |    |   |   |   |   |   |   |   |     |    |    |    |        |

### Como dirigente deportivo
| Club             | Div. | País      | Año           | Rol         |
| ---------------- | ---- | --------- | ------------- | ----------- |
| Boyacá Chicó     | 1.ª  | Colombia  | 2001-presente | Propietario |
| Chicó de Guayana | 2.ª  | Venezuela | 2017-2020     | Propietario |
| San Félix        | 3.ª  | Venezuela | 2018          | Propietario |
| Sport Colombia   | 3.ª  | Paraguay  | 2024          | Propietario |

## Palmarés

### Como futbolista
| Título              | Club            | País     | Temporada |
| ------------------- | --------------- | -------- | --------- |
| Categoría Primera A | América de Cali | Colombia | 1984      |
| Categoría Primera A | Millonarios     | Colombia | 1987      |
| Categoría Primera A | Millonarios     | Colombia | 1988      |
| Categoría Primera A | América de Cali | Colombia | 1990      |

### Como entrenador
| Título    | Club         | País     | Año  |
| --------- | ------------ | -------- | ---- |
| Primera B | Boyacá Chicó | Colombia | 2003 |

## Datos curiosos
Pimentel tuvo durante varios años el récord de ser el jugador del fútbol colombiano con más expulsiones (33). Este récord fue superado en el 2010 por Gerardo Bedoya (46).
Es anecdótico que Pimentel en los inicios del Boyacá Chicó llegó a ser el dueño, presidente, delegado, conductor del bus, preparador físico y el entrenador todo al mismo tiempo.